# Emil Salomonsson
Emil Salomonsson est un footballeur suédois, né le 28 avril 1989 à Örkelljunga. Il évolue au poste d'arrière droit.

## Biographie
De 2009 à 2018, avec les clubs d'Halmstads BK et de l'IFK Göteborg, il joue un total de 283 matchs en première division suédoise, pour 25 buts inscrits. Il réalise sa meilleure performance lors de la saison 2016, où il marque sept buts.
Emil Salomonsson reçoit huit sélections en équipe de Suède entre 2011 et 2017. Il joue son premier match en équipe nationale le 22 janvier 2011, contre l'Afrique du Sud, où il est titulaire (score : 1-1). Il inscrit son seul et unique but avec la Suède le 10 janvier 2016, en amical contre la Finlande (victoire 3-0) Il joue son dernier match le 12 janvier 2017, contre la Slovaquie, avec à la clé une large victoire 6-0.

## Palmarès
- Vice-champion de Suède en 2014 et 2015 avec l'IFK Göteborg
- Vainqueur de la Coupe de Suède en 2013 et 2015 avec l'IFK Göteborg
- Finaliste de la Supercoupe de Suède en 2013 avec l'IFK Göteborg